# Potensgennemsnit
Potensgennemsnit er en generalisering af det aritmetiske gennemsnit, det harmoniske gennemsnit og det geometriske gennemsnit. 

## Definition
For positive tal x1, x2, ..., xn, og for et reelt tal p forskelligt fra 0, defineres:
{\displaystyle M_{p}(x_{1},\dots ,x_{n})=\left({\frac {1}{n}}\cdot \sum _{i=1}^{n}x_{i}^{p}\right)^{1/p}}

## Egenskaber
- {\displaystyle M_{p}} er en homogen funktion af x1, x2, ..., xn. Det betyder et der for ethvert positivt reelt tal b gælder:

{\displaystyle bM_{p}(x_{1},\dots ,x_{n})=M_{p}(bx_{1},\dots ,bx_{n})}
- Hvis p < q så {\displaystyle M_{p}(x_{1},\dots ,x_{n})\leq M_{q}(x_{1},\dots ,x_{n})} med lighed hvis og kun hvis x1=x2=...=xn.
- Hvis man betragter M som en funktion af p, er funktionen kontinuert.

## Specialtilfælde
- {\displaystyle M_{-1}(x_{1},\dots ,x_{n})={\frac {n}{{\frac {1}{x_{1}}}+\dots +{\frac {1}{x_{n}}}}}} – det harmoniske gennemsnit,
- {\displaystyle M_{1}(x_{1},\dots ,x_{n})={\frac {x_{1}+\dots +x_{n}}{n}}} – det aritmetiske gennemsnit (det normale gennemsnit),
- {\displaystyle M_{2}(x_{1},\dots ,x_{n})={\sqrt {\frac {x_{1}^{2}+\dots +x_{n}^{2}}{n}}}} – det kvadratiske gennemsnit,
- {\displaystyle \lim _{p\to -\infty }M_{p}(x_{1},\dots ,x_{n})=\min\{x_{1},\dots ,x_{n}\}} – den mindste af x-værdierne,
- {\displaystyle \lim _{p\to 0}M_{p}(x_{1},\dots ,x_{n})={\sqrt[{n}]{x_{1}\cdot \dots \cdot x_{n}}}} – det geometriske gennemsnit,
- {\displaystyle \lim _{p\to \infty }M_{p}(x_{1},\dots ,x_{n})=\max\{x_{1},\dots ,x_{n}\}} – den største af x-værdierne.

På grund af de tre grænseværdier kan man definere {\displaystyle M_{0}(x_{1},\dots ,x_{n})={G}}, hvor G er det geometriske gennemsnit, samt {\displaystyle M_{\infty }(x_{1},\dots ,x_{n})=\max\{x_{1},\dots ,x_{n}\}} og {\displaystyle M_{-\infty }(x_{1},\dots ,x_{n})=\min\{x_{1},\dots ,x_{n}\}}